# Dii
Die Sprache Dii ist eine Adamaua-Sprache und ist ein Mitglied der Duru-Sprachgruppe innerhalb der Savannensprachen. 
Die Eigenbezeichnung der Sprache ist Yag Dii. Das Dii wird von insgesamt 47.000 Personen gesprochen.